# 伤寒指掌

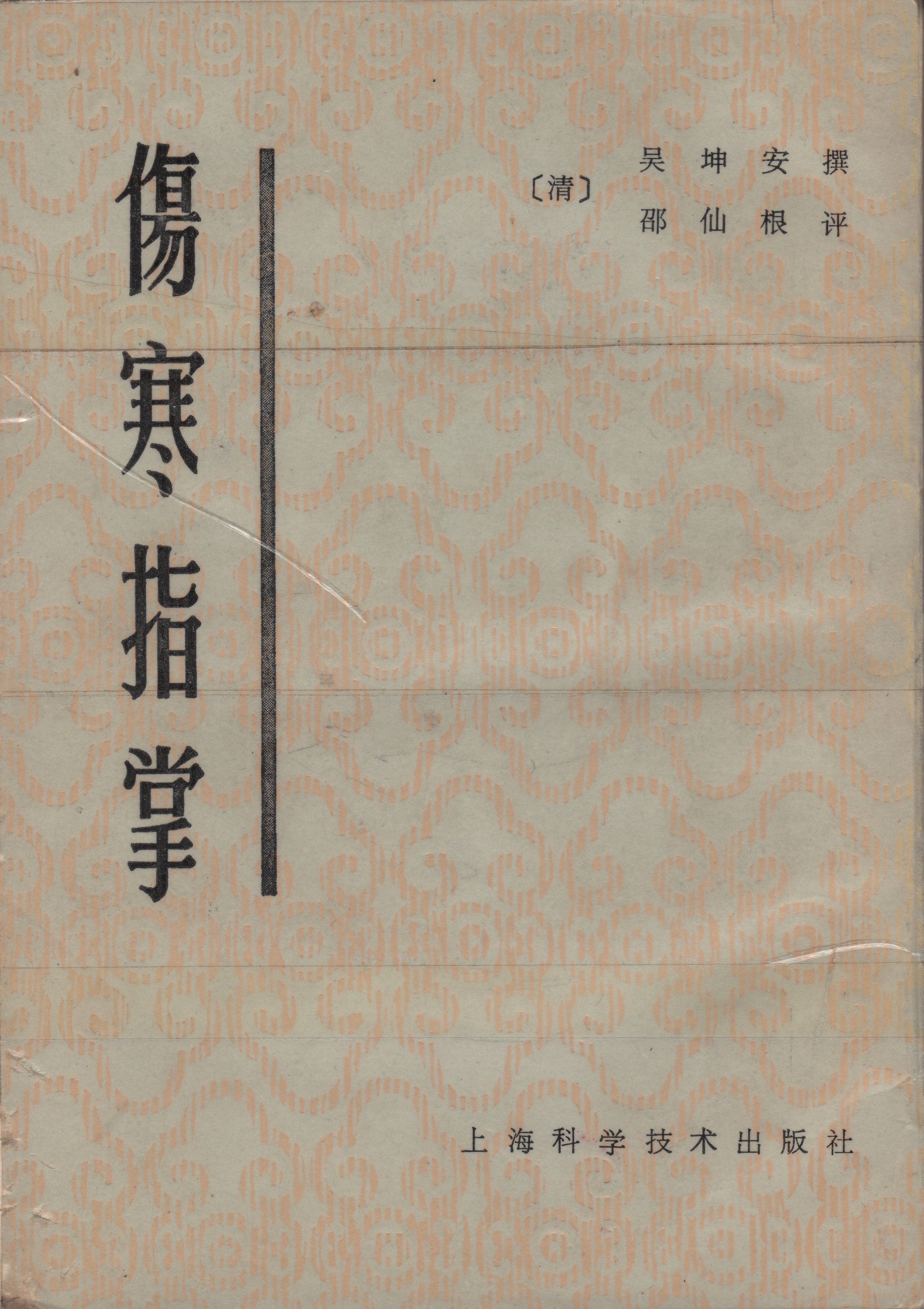
伤寒指掌封面

《伤寒指掌》，清朝医学著作，作者吴贞，字坤安。
《伤寒指掌》成书於嘉庆元年（公元1796年），共4卷，卷一辨类伤寒及三阳经，卷二述三阴经及瘥后诸病，卷三论伤寒变症，卷四列伤寒类症，现存多种清刻本、石印本，1959年上海科学技术出版社按吴氏原著，邵氏评批本出版排印本。
吴氏所说的伤寒，实为广义伤寒，包括伤寒和温热二类病证，吴坤安尽得叶天士、薛生白真传，书中所创吴坤安查舌辨证歌可方便应用于中医临床，因此这是一部对中医药临床工作有重要参考价值的医学专著。